# Nemeturii
Les Nemeturii (en latin) sont une fédération de peuples gaulois installés dans la haute vallée du Var, entre le sud des Alpes-de-Haute-Provence et le nord des Alpes-Maritimes.